# Кипіння
Кипі́ння — швидке випаровування рідини, яке виникає при нагріванні рідини до точки кипіння. Кипіння можливе не тільки під час нагрівання рідини в умовах постійного тиску. Зниженням зовнішнього тиску при постійній температурі можна викликати перегрів рідини та її закипання. 
Процес пароутворення в рідині (перехід речовини з рідкого в газоподібний стан), з виникненням межі поділу фаз при утворенні та зростанні в рідкій фазі бульбашок насиченої пари, всередину яких відбувається випар рідини. Температура кипіння при атмосферному тиску приводиться зазвичай як одна з основних фізико-хімічних характеристик хімічно чистої речовини.
Кипіння є фазовим переходом першого роду. Кипіння відбувається набагато інтенсивніше, ніж випаровування з поверхні, через утворення вогнищ пароутворення, обумовлених як досягнутою температурою кипіння, так і наявністю домішок.
На процес утворення бульбашок можна впливати за допомогою тиску, звукових хвиль, іонізації. Зокрема, саме на принципі скипання мікрооб'ємів рідини від іонізації при проходженні заряджених частинок працює бульбашкова камера.
Кип'ятіння — нагрівання рідини (зазвичай води) до температури кипіння. Фізичний спосіб дезінфекції.

## Термодинаміка
Кипіння можливе, якщо тиск насиченої пари рідини дорівнює зовнішньому тиску. Тому дана рідина, знаходячись під цим зовнішнім тиском, кипить за цілком визначеної температури. Зазвичай температуру кипіння приводять за атмосферного тиску. Наприклад, за атмосферного тиску вода кипить при 373 К або 100°С.
Кипіння рідини починається за умови, що:
{\displaystyle p_{n}=p_{0}+\rho gh+{\frac {2\sigma }{R}}},
де {\displaystyle p_{n}} — тиск насиченої пари усередині бульбашки,
{\displaystyle p_{0}} — зовнішній тиск,
{\displaystyle \rho gh} — гідростатичний тиск,
{\displaystyle {\frac {2\sigma }{R}}} — додатковий тиск, зв'язаний з кривизною поверхні бульбашки,
{\displaystyle R} — радіус бульбашки рідини,
{\displaystyle h} — віддаль від її центра до поверхні рідини,
{\displaystyle \rho } і {\displaystyle \sigma } — густина і коефіцієнт поверхневого натягу рідини.
Бульбашки, що утворюються при кипінні рідині, найлегше виникають з повітря або інших газів, зазвичай присутніх в рідині. Такі бульбашки — центри кипіння — найчастіше прилипають до стінок посудини, тому кипіння раніше починається біля стінок. Але якщо рідина вільна від газів, то утворення в ній бульбашок пари утруднене. Таку рідину можна перегріти, тобто нагрівати вище за температуру кипіння без того, щоб вона скипіла. Якщо в таку перегріту рідину ввести нікчемно малу кількість газу або твердих частинок, до поверхні яких прилипло повітря, то вона миттєво і дуже бурхливо закипає. Температура рідини при цьому падає до температури кипіння. Подібні явища можуть служити причиною вибуху парових котлів, і їх слід попереджати.
Температура кипіння
Температура кипіння (точка кипіння) — характерна ознака рідини.
Найнижча температура кипіння у рідкого гелію (4,215 К); водень кипить за 20 К, цинк — за 1179 К, залізо — за 3 145 К. З простих речовин найвища температура кипіння у ренію — 5900 К, вольфраму 5 640 К і титану — 5560 К.
ЗастосуванняРізні температури кипіння різноманітних речовин застосовуються у техніці для розгону сумішей, компоненти яких суттєво відрізняються за температурою кипіння, наприклад для розгонки нафтопродуктів. При збільшенні тиску, під яким знаходиться рідина, її температура кипіння підвищується; при зменшенні тиску — знижується. Тому наприклад, на вершині гори Еверест вода кипить за температури 72°С.